# 道格拉斯·弗萊根
道格拉斯·弗萊根（英語：Douglas Fregin），是一位加拿大商人，黑莓公司共同創辦人之一。弗萊根一直擔任營運副總裁，直到2007年退休。2022年6月19日，加拿大滑鐵盧大學授予黑莓公司創辦人道格拉斯·弗萊根名譽工程學博士學位，以表揚他的成就。